# Зіпперсфельд
Зіпперсфельд (нім. Sippersfeld) — громада в Німеччині, розташована в землі Рейнланд-Пфальц. Входить до складу району Доннерсберг. Складова частина об'єднання громад Віннвайлер.
Площа — 13,23 км2. Населення становить 1105 ос. (станом на 31 грудня 2020).